# Luis Mamani Churacutipa
Luis Alberto Mamani Churacutipa es un abogado y político peruano. Fue alcalde del distrito de Alto de la Alianza entre 2007 y 2010.
Nació en Tacna, Perú, el 31 de marzo de 1969. Cursó sus estudios primarios y secundarios en su ciudad natal culminandolos en el Colegio Nacional Coronel Bolognesi.
Su primera participación política se dio en las elecciones municipales del 2002 cuando fue candidato a la alcaldía del distrito de Alto de la Alianza. Fue elegido para ese cargo en las elecciones municipales del 2006 por el Partido Nacionalista Peruano. Tentó la elección sin éxito en la elecciones municipales del 2010. Participó en las elecciones regionales de Tacna de 2018 como candidato a gobernador regional de Tacna por el partido Siempre Unidos sin éxito.